# Creodonter
Creodonta är ett taxon (en systematisk grupp) av utdöda köttätande däggdjur. Djurgruppen beskrevs 1877 av den amerikanska zoologen Edward Drinker Cope. Idag är 45 släkten kända.
Creodonta levde för 55 till 35 miljoner år sedan och var den dominerande jagande däggdjursgruppen i tertiär.
Trots att de liknade idag levande rovdjur är de inte närmare släkt med djur från ordningen Carnivora. Arterna hade rovtänder. De bildades inte av den sista premolaren och den första molaren (som hos dagens rovdjur) utan av den första och andra molaren eller av den andra och tredje molaren.
Det vetenskapliga namnet är bildat av de grekiska orden kreas (kött) och odontes (tand).
Creodonter förekom i Europa, Asien och Nordamerika och undergruppen Hyaenodontidae även i Afrika. De sista exemplaren från Hyaenodontidae levde under miocen i tropiska delar av Afrika och Asien.

## Systematik
Creodonta delas vanligtvis i två familjer som med några släkten är listad nedan.
Oxyaenidae:
- Deltatheridium †
- Dipsalidictis †
- Dipsalodon  †
- Oxyaena †
- Palaeonictis †
- Paroxyaena †
- Patriofelis †
- Sarkastodon †
- Tytthaena †

Hyaenodontidae:
- Cynohyaenodon †
- Dissopsalis †
- Hyaenodon †
- Leakitherium †
- Lesmesodon †
- Limnocyon †
- Machaeroides †
- Megistotherium †
- Prolimnocyon †
- Proviverra †
- Pterodon †
- Sinop(t)a †
- Synoplotherium †
- Tritemnodon †